# X (série de filmes)
X é uma série de filmes americana de terror slasher, baseados em uma história original escrita e criada por Ti West. A série inclui a trilogia XXX, que conta com o filme original X, sua prequela Pearl (ambos de 2022) e sua sequela MaXXXine (2024). O enredo geral dos filmes gira em torno de duas personagens, Maxine "Max" Minx e Pearl, ambas interpretadas por Mia Goth. Maxine é uma jovem aspirante a atriz, enquanto Pearl é uma mulher idosa que perdeu a chance de fama. Embora ambas as personagens tenham muitas semelhanças, elas diferem em suas escolhas de vida. A trilogia funciona como um estudo sobre épocas cinematográficas e sua influência na sociedade atual, ao mesmo tempo que tem as protagonistas justapostas para isso.
O primeiro filme, X, foi recebido com ampla aclamação da crítica, e se tornou um sucesso de bilheteria. Sendo uma homenagem aos filmes de terror das décadas anteriores, o filme foi considerado um grande clássico e logo se tornou impactante ao cinema de terror, antecipando sua influência no futuro do gênero. Sua prequela, Pearl, também teve aclamação da crítica, com alguns afirmando que inadvertidamente melhorou a premissa do filme anterior, e também foi um sucesso de bilheteria. O terceiro filme, MaXXXine, foi anunciado juntamente com o lançamento de Pearl, com a confirmação de que a finalização de seu roteiro já havia sido finalizado e estava em fase de pré-produção, sendo lançado em 5 de julho de 2024. Recebeu críticas geralmente favoráveis da crítica e se tornou o filme de maior bilheteria da série.

## Filmes
| Filme    | Data de lançamento     | Diretor(es) | Roteirista(s)      | Produtor(es)                                                   |
| -------- | ---------------------- | ----------- | ------------------ | -------------------------------------------------------------- |
| X        | 18 de março de 2022    | Ti West     | Ti West            | Ti West, Kevin Turen, Jacob Jaffke e Harrison Kreiss           |
| Pearl    | 16 de setembro de 2022 | Ti West     | Ti West e Mia Goth | Ti West, Kevin Turen, Jacob Jaffke e Harrison Kreiss           |
| MaXXXine | 5 de julho de 2024     | Ti West     | Bryan Fuller       | Mia Goth, Ti West, Kevin Turen, Jacob Jaffke e Harrison Kreiss |

### X(2022)
Em 1979, na América, uma equipe de cineastas amadores está determinada a criar uma nova experiência no cinema com uma exploração na indústria de filmes adultos. O dono e desenvolvedor do show burlesco, Wayne Gilroy, decide que produzirá o projeto sob sua própria concepção e contrata um diretor jovem e inexperiente, RJ Nichols, cuja namorada reservada Lorraine Day auxilia com as necessidades técnicas durante a fotografia. A namorada mais jovem de Wayne, a aspirante a atriz Maxine "Max" Minx estrela a produção, ao lado das estrelas pornográficas Bobby-Lynne Parker e Jackson Hole. Durante a viagem para o interior do Texas, o grupo tem suas diferenças, mas, no final das contas, as deixa de lado, pois Wayne acredita que eles alcançarão riquezas e fama com a inovação deste projeto.
Quando eles chegam ao seu seu destino, uma cabana isolada em um local remoto que Wayne alugou de seus donos idosos Howard Pratt e sua esposa doente Pearl, eles imediatamente começam a produção. Sem o conhecimento dos donos, eles continuam sua devassidão sexual enquanto Lorraine, no desconforto de RJ, decide participar da cena final climática também. Enquanto isso, a curiosidade leva Pearl a investigar a cabana, apenas para descobrir as atividades sensuais da equipe. Com ciúmes de sua juventude e sexualidade, irritada com seu corpo envelhecido e ansiando por uma época em que ela também buscaria o estrelato, a mulher idosa começa a atacar um por um. Quando Howard descobre o que está acontecendo em sua propriedade, ele ajuda sua esposa em sua missão de massacrar a jovem equipe de filmagem. À medida que um massacre começa a se desenrolar, o grupo luta para sobreviver à noite.

### Pearl(2022)
Na América de 1918, Pearl é uma mulher jovem e ambiciosa com desejos de celebridade em escala nacional. Uma ávida fã de cinema e dança, ela expressa seus desejos de se tornar uma estrela para sua família. Embora seu marido esteja no exército durante a Primeira Guerra Mundial, ela fica na casa de seus pais, onde deve respeitar suas expectativas reservadas e rígidas e cuidar de sua fazenda. Sua mãe alemã Ruth desconsidera suas aspirações, desaprova sua natureza exploradora e ordena que ela complete tarefas enquanto mora na casa deles. Isso inclui cuidar de seu pai, que usa cadeira de rodas e não consegue falar. Embora ela inicialmente veja os animais da fazenda como seus amigos e converse com eles como se fossem humanos, ela começa a descontar suas frustrações neles e começa a matá-los para apaziguar sua raiva interior.
Apesar dessas restrições, Pearl frequentemente foge para o cinema local, onde pode escapar das preocupações do seu dia e fantasiar seus sonhos de um futuro diferente da vida que está vivendo. Com o tempo, o projecionista do cinema começa um relacionamento flerte e lascivo com ela. Quando ele mostra a ela uma versão inicial de um filme pornográfico, embora seja silencioso por natureza, e diz a ela que quer vê-la em algo semelhante um dia, onde ela mais uma vez começa a acreditar que um dia será uma estrela. Sua sede por interação sexual continua a ser suprimida enquanto ela atende às necessidades da fazenda. Enquanto isso, sua mãe lhe diz que algo está errado com ela, com explosões de tendências psicopáticas e sociopáticas inaceitáveis surgindo. À medida que suas diferenças aumentam, Pearl permite que seus verdadeiros desejos antissociais sejam liberados. Ao se comprometer a se tornar uma assassina em série por meio de atos assassinos, ela inadvertidamente sela seu destino para evitar uma investigação criminal de homicídio. Ela luta para aceitar a realidade de que nunca alcançará seus objetivos, nunca alcançará seus sonhos e sempre terá que permanecer anônima na fazenda da família que herda como consequência de suas ações.

### MaXXXine(2024)
Em março de 2022, West anunciou que estava trabalhando no roteiro de um terceiro filme da série X, a ser ambientado cronologicamente após os eventos acontecidos no filme anterior. O projeto explorará outro subgênero de terror e continuará a representação da influência do cinema na sociedade, explorando como o desenvolvimento de lançamentos de home video fizeram isso. West afirmou que, embora um espectador possa assistir a cada filme independentemente sem ver o filme anterior, eles são feitos para "complementar um ao outro".
Em junho de 2022, o produtor executivo Peter Phok confirmou que um terceiro filme estaria oficialmente em desenvolvimento, com West vinculado ao projeto. Em setembro de 2022, após a exibição de Pearl Midnight Madness para o Festival Internacional de Cinema de Toronto de 2022, um terceiro filme foi anunciado oficialmente com um pequeno teaser exibido após os pós-créditos. O clipe foi posteriormente lançado online para quem não esteve presente no evento. West mais uma vez atua como roteirista/diretor e um dos produtores, enquanto Mia Goth repetirá seu papel do primeiro filme. Ocorrendo em 1985 e intitulado MaXXXine, a trama foi confirmada para girar em torno de Maxine, a única sobrevivente do “Massacre de X”, enquanto ela continua em busca de seu futuro em Hollywood. O teaser trailer foi filmado com o filme acelerado para ser aprovado pela A24, seguindo os sucessos dos dois filmes anteriores. Jacob Jaffke, Kevin Turen e Harrison Kreiss serão os produtores, enquanto Goth também servirá como produtor executivo.
Em janeiro de 2023, Goth declarou que o roteiro está completo e que a história é, em sua opinião, a melhor da série, até agora. A atriz declarou que muitos da equipe de produção anterior estão retornando, com a fotografia principal programada para começar no final daquele ano. Em abril de 2023, foi anunciado que Elizabeth Debicki, Moses Sumney, Michelle Monaghan, Bobby Cannavale, Lily Collins, Halsey, Giancarlo Esposito e Kevin Bacon foram adicionados ao elenco. As filmagens aconteceram de abril a maio daquele mesmo ano, em Los Angeles, durante sete semanas. O filme foi lançado em 5 de julho de 2024.

### Futuro
Em março de 2022, ao descrever seus processos criativos, West afirmou: “Estou tentando construir um mundo a partir de tudo isso, como as pessoas fazem hoje em dia”. O cineasta expressou ainda que: “Você não pode fazer um filme de terror sem um monte de sequências”. Em fevereiro de 2024, o cineasta afirmou que tem planos para um quarto filme. A concretização do projeto dependerá da recepção de MaXXXine. Em maio do mesmo ano, West confirmou que estaria trabalhando em um quarto filme; afirmando que poderá desenvolvê-lo como seu próximo projeto. Em julho do mesmo ano, West afirmou que após completar a trilogia, planeja determinar se o quarto filme ou outra história será seu próximo projeto, após primeiro fazer uma pequena pausa na produção cinematográfica.

## Desenvolvimento
O escritor/diretor Ti West desenvolveu a série de filmes como um estudo e análise dos desejos da humanidade por fama e fortuna. Cada filme explorará os horrores associados por uma lente ligeiramente diferente. X foi criado como um tributo e no estilo da parcela original da franquia The Texas Chain Saw Massacre. Embora detalhe a ascensão do cinema independente e sua influência na sociedade, o filme anterior explorou outro estilo dentro do gênero.
Filmado consecutivamente com a primeira parcela, Pearl foi filmado como uma prequela secreta, com a fotografia ocorrendo na Nova Zelândia. Feito o anúncio do filme, ele já estava em fase de pós-produção. Uma prévia também foi mostrada na cena pós-créditos de X apenas para lançamentos na América do Norte. O cineasta criou o projeto com a intenção de ser uma mistura entre melodramas e filmes em tecnicolor, descrito como “um filme demente da Disney”. Explorando a ascensão das produções cinematográficas clássicas de Hollywood, West pretendia detalhar suas influências nas mudanças e mudanças sociais.
Da mesma forma, a terceira parcela, uma sequência direta intitulada MaXXXine, foi comparada aos filmes giallo (principalmente de Dario Argento), implementará outro subgênero de cinema, e uma era diferente com uma variante do subgênero de terror também. O projeto explorará a criação de home video, locações e locadoras de vídeo. Cada parcela pretende retratar as relações humanas a partir da mídia que consomem.

## Elenco e personagens
| Personagem                     | Filmes                            | Filmes               | Filmes                        |
| Personagem                     | X                                 | Pearl                | MaXXXine                      |
| Personagem                     | 2022                              | 2022                 | 2024                          |
| ------------------------------ | --------------------------------- | -------------------- | ----------------------------- |
| Maxine "Max" Minx              | Mia Goth                          |                      | Mia GothCharley Rowan McCainJ |
| Pearl Douglas                  | Mia Goth                          | Mia Goth             | Mia GothA                     |
| Howard Pratt                   | Stephen UreCharley Rowan McCainVN | Alistair SewellJ     |                               |
| Lorraine "Raine" Day           | Jenna Ortega                      |                      | Jenna OrtegaF                 |
| Wayne Gilroy                   | Martin Henderson                  |                      | Mencionado                    |
| RJ Nichols                     | Owen Campbell                     |                      | Mencionado                    |
| Bobby-Lynne Parker             | Brittany Snow                     |                      | Mencionado                    |
| Jackson Hole                   | Scott "Kid Cudi" Mescudi          |                      | Mencionado                    |
| Ernest Miller O Televangelista | Simon Prast                       |                      | Simon Prast                   |
| Sheriff Dentler                | James Gaylyn                      |                      |                               |
| O Projecionista                |                                   | David Corenswet      |                               |
| Ruth                           |                                   | Tandi Wright         |                               |
| O pai de Pearl                 |                                   | Matthew Sunderland   |                               |
| Mitsy Douglas                  |                                   | Emma Jenkins-Purro   |                               |
| Margaret Douglas               |                                   | Amelia Reid-Meredith |                               |
| Elizabeth "Liz" Bender         |                                   |                      | Elizabeth Debicki             |
| Leon Green                     |                                   |                      | Moses Sumney                  |
| Detetive Williams              |                                   |                      | Michelle Monaghan             |
| Detetive Torres                |                                   |                      | Bobby Cannavale               |
| Molly Bennett                  |                                   |                      | Lily Collins                  |
| Tabby Martin                   |                                   |                      | Halsey                        |
| Teddy Knight                   |                                   |                      | Giancarlo Esposito            |
| John Labat                     |                                   |                      | Kevin Bacon                   |
| Amber James                    |                                   |                      | Chloe Farnworth               |
| Artista FX                     |                                   |                      | Sophie ThatcherC              |

## Equipe adicional e detalhes de produção
| Filme    | Equipe/Detalhes             | Equipe/Detalhes | Equipe/Detalhes             | Equipe/Detalhes                       | Equipe/Detalhes | Equipe/Detalhes | Equipe/Detalhes |
| Filme    | Música                      | Cinematografia  | Editor(s)                   | Companhia(s) produtora(s)             | Distribuição    | Duração         |                 |
| -------- | --------------------------- | --------------- | --------------------------- | ------------------------------------- | --------------- | --------------- | --------------- |
| X        | Tyler Bates e Chelsea Wolfe | Eliot Rockett   | David Kashevaroff & Ti West | A24 Mad Solar Little Lamb Productions | A24             | 106 mins        |                 |
| Pearl    | Tyler Bates & Tim Williams  | Eliot Rockett   | Ti West                     | A24 Mad Solar Little Lamb Productions | A24             | 102 mins        |                 |
| MaXXXine | Tyler Bates                 | Eliot Rockett   | Ti West                     | A24 Mad Solar Little Lamb Productions | A24             | 104 mins        |                 |

## Recepção

### Bilheteria
| Filme                                | Filme                  | Arrecadação      | Arrecadação        | Arrecadação | Ranking geral           | Ranking geral   | Vídeo (arrecadação) | Mundial (total de vendas) | Orçamento                     | Ref.                 |
| Filme                                | Filme                  | América do Norte | Outros territórios | Mundial     | Mídia doméstica (geral) | Mundial (geral) | América do Norte    | Mundial (total de vendas) | Orçamento                     | Ref.                 |
| ------------------------------------ | ---------------------- | ---------------- | ------------------ | ----------- | ----------------------- | --------------- | ------------------- | ------------------------- | ----------------------------- | -------------------- |
| X                                    | 18 de março de 2022    | $11,769,469      | $3,343,636         | $15,113,105 | #5,042                  | #6,322          | $2,319,885          | $17,432,990               | $1,000,000                    | [ 38 ] [ 39 ] [ 40 ] |
| Pearl: An X-traordinary Origin Story | 16 de setembro de 2022 | $9,423,445       | $715,971           | $10,139,416 | #5,490                  | #7,597          | $2,037,845          | $12,177,261               | $1,000,000                    | [ 41 ] [ 42 ]        |
| MaXXXine                             | 5 de julho de 2024     | $15,082,039      | $5,185,030         | $20,267,069 | #4,523                  | #5,531          | —                   | —                         | $2,000,000[carece de fontes?] | —                    |
| Total                                | Total                  | $36,274,953      | $9,244,637         | $45,519,590 | #5,139                  | #7,892          | $4,357,730          | $29,610,251               | $11,000,000                   |                      |

### Crítica
| Filme    | Rotten Tomatoes      | Metacritic             | CinemaScore |
| -------- | -------------------- | ---------------------- | ----------- |
| X        | 94% (230 avaliações) | 80/100 (35 avaliações) | —           |
| Pearl    | 92% (213 avaliações) | 76/100 (39 avaliações) | B−          |
| MaXXXine | 72% (267 avaliações) | 64/100 (50 avaliações) | B           |